# فأر الأراضي الخشبية الأباز
فأر الأراضي الخشبية الأباز (الاسم العلمي: Napaeozapus insignis)، نوع أحادي الطراز من فُصيلة الفأريات الأبازة. أعطانه أمريكا الشمالية. نويعاته خمسة، يمكن لهذه الثدييات أن تقفز إلى 3 أمتار (9.8 قدم) باستخدام أقدامها القوية للغاية وذيلها الطويل.